# Melora Hardin
Melora Diane Hardin (Houston, 29 giugno 1967) è un'attrice e cantante statunitense.

## Biografia
Figlia degli attori Diane Hill e Jerry Hardin, ha esordito come protagonista della serie NBC Thunder (1977-1978). È stata poi in due episodi della serie La casa nella prateria, nel ruolo di Belinda, e nel film post serie Ricordando il passato, sempre de La casa nella prateria, nel ruolo di Michele Pierson. È uno dei personaggi principali della serie The Office, per cui ha ottenuto due Screen Actors Guild Awards per il miglior cast in una serie commedia nel 2006 e nel 2007.
Nel 2016 ha ottenuto una candidatura ai Primetime Emmy Awards per la sua partecipazione alla serie Transparent. Nella serie Detective Monk è stata la seconda interprete di Trudy Monk, la moglie del protagonista.

## Vita privata
Hardin è sposata con l'attore Gildart Jackson dal 1997. 
La coppia ha due figli, Rory e Piper.

## Filmografia parziale

### Cinema
- L'aquila d'acciaio (Iron Eagle), regia di Sidney J. Furie (1986)
- Soul Man, regia di Steve Miner (1986)
- La bottega dell'orefice, regia di Michael Anderson (1989)
- Ragazze, il mostro è innamorato (Big Man on Campus), regia di Jeremy Kagan (1989)
- Le avventure di Rocketeer (The Rocketeer), regia di Joe Johnston (1991)
- Robin Hood Junior (Reckless Kelly), regia di Yahoo Serious (1993)
- Fantasmi da prima pagina (Tower of Terror), regia di D.J. MacHale (1997)
- Potere assoluto (Absolute Power), regia di Clint Eastwood (1997)
- Seven Girlfriends, regia di Paul Lazarus (1999)
- Hot Chick - Una bionda esplosiva (The Hot Chick), regia di Tom Brady (2002)
- Il peggior allenatore del mondo (The Comebacks), regia di Tom Brady (2007)
- 27 volte in bianco (27 Dresses), regia di Anne Fletcher (2008)
- Hannah Montana: The Movie, regia di Peter Chelsom (2009)
- 17 Again - Ritorno al liceo (17 Again), regia di Burr Steers (2009)
- Knucklehead - Testa di cavolo (Knucklehead), regia di Michael W. Watkins (2010)
- Self/less, regia di Tarsem Singh (2015)
- Caged, regia di Aaron Fjellman (2020)
- Clock, regia di Alexis Jacknow (2023)

### Televisione
- Thunder – serie TV, 12 episodi (1977)
- Il mio amico Arnold (Diff'rent Strokes) – serie TV, episodio 2x22 (1980)
- I segreti di Midland Heights (Secrets of Midland Heights) – serie TV, 10 episodi (1980-1981)
- La casa nella prateria – serie TV, episodi 8x01-8x02 (1981)
- The Family Tree – serie TV, 6 episodi (1983)
- Ricordando il passato, regia di Victor French – film TV (1983)
- Dirty Dancing – serie TV, 11 episodi (1988-1989)
- Friends – serie TV, episodio 1x15 (1994)
- La signora in giallo (Murder, She Wrote) – serie TV, episodio 10x19 (1994)
- F.B.I. Protezione famiglia (Cover Me: Based on the True Life of an FBI Family) – serie TV, 24 episodi (2000-2001)
- NCIS - Unità anticrimine (NCIS) – serie TV, episodio 1x05 (2003)
- Detective Monk (Monk) – serie TV, 10 episodi (2004-2009)
- The Office – serie TV, 42 episodi (2005-2013)
- Una mamma per amica – serie TV, episodio 6x22 (2006)
- Outlaw – serie TV, 4 episodi (2010)
- The Wedding Band – serie TV, 10 episodi (2012-2013)
- Scandal – serie TV, episodio 3x04 (2013)
- Transparent – serie TV, 13 episodi (2014-2015)
- Falling Skies – serie TV, 2 episodi (2015)
- The Bold Type – serie TV, 52 episodi (2017-2021)
- Mr. Monk's Last Case: A Monk Movie, regia di Randall Zisk – film TV (2023)

## Doppiatrici italiane
Nelle versioni in italiano delle opere in cui ha recitato, Melora Hardin è stata doppiata da:
- Roberta Pellini in F.B.I. Protezione famiglia, 27 volte in bianco, Hannah Montana: The Movie, The Bold Type
- Claudia Razzi ne La casa nella prateria - Ricordando il passato, Self/less
- Chiara Colizzi in 17 Again - Ritorno al liceo, Clock
- Liliana Sorrentino in Soul Man
- Cristina Boraschi in La bottega dell'orefice
- Cristiana Lionello in Potere assoluto
- Ilaria Stagni in Ragazze, il mostro è innamorato
- Angiola Baggi in Hot Chick - Una bionda esplosiva
- Patrizia Burul in Detective Monk (ep. 1x17, s.3)
- Beatrice Margiotti in Detective Monk (st. 8)
- Tatiana Dessi in CSI - Scena del crimine
- Paola Valentini in The Office
- Alessandra Cassioli in CSI: Miami
- Patrizia Scianca in Scandal
- Loredana Nicosia in Transparent
- Elisabetta Cesone in Transparent Musicale Finale
- Roberta Greganti ne Il peggior allenatore del mondo
- Daniela Calò in Mr. Monk's Last Case: A Monk Movie